# Morden (Manitoba)
Morden is een stad (city) in de Canadese provincie Manitoba.
In 2006 telde Morden 6571 inwoners. Het is de geboorteplaats van de zangeres, harpiste en pianiste Loreena McKennitt (1957).

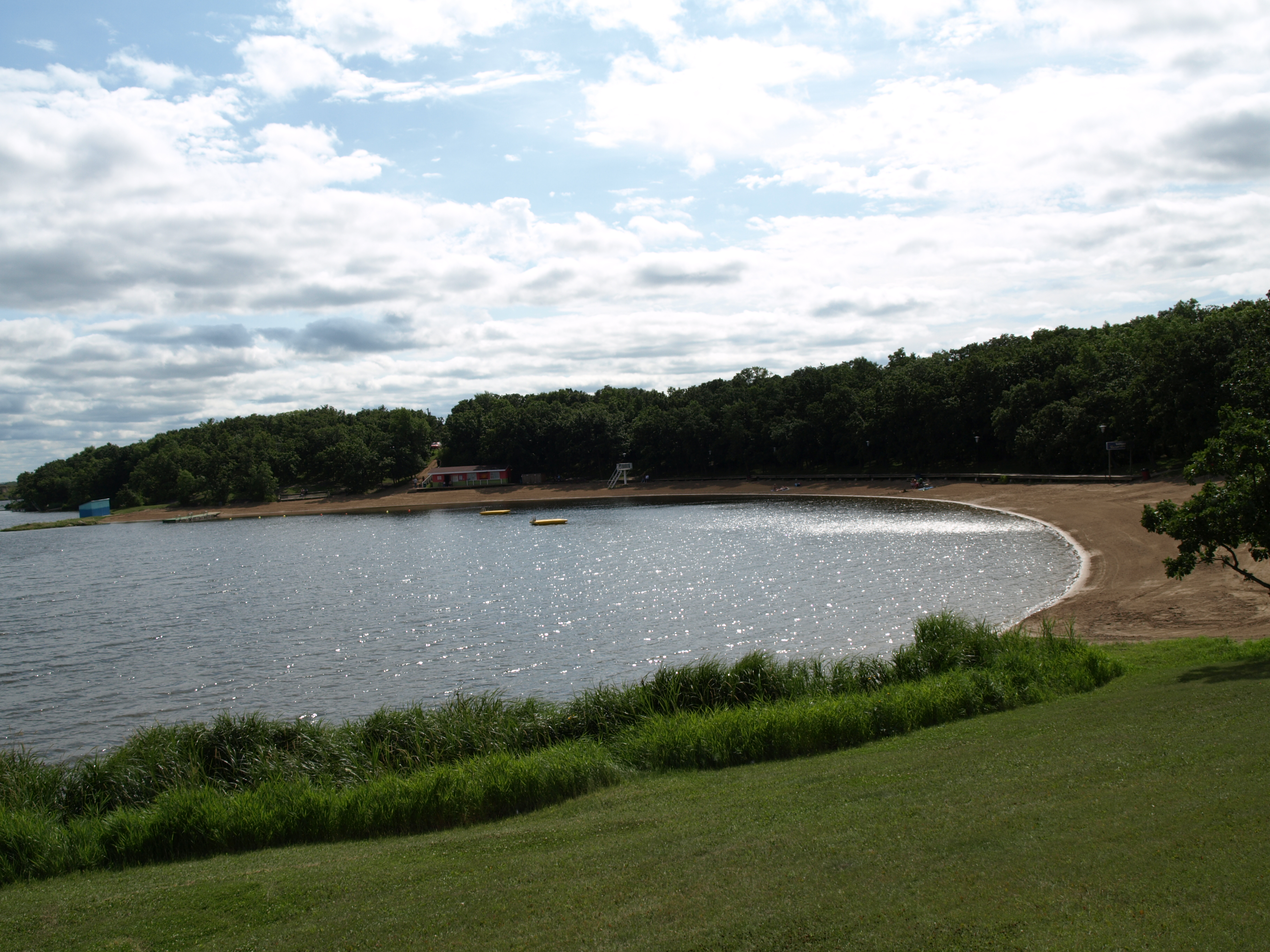
Omgeving van Morden
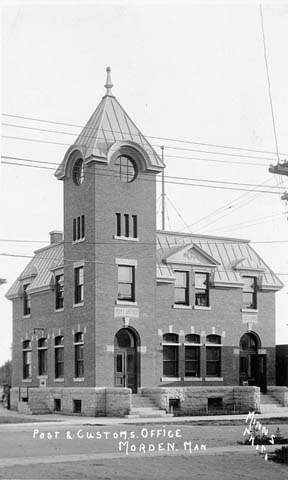
Post- en douanekantoor in Morden